# Цариградски мир (911)
Цариградски мир из 911. године један је од првих споразума закључених између Византијског царства и Кијевске Русије. Претходи му Руско-византијски споразум из 907. године. 

## Историја
Руско-византијски споразум из 911. године најобимнији је и најдетаљнији споразум закључен између Византијског царства и Кијевске Русије у 10. веку. Претходио му је споразум из 907. године. Споразум представља и први писани документ Старог руског закона. Текст документа сачуван је у "Повести минулих лета". Приметне су многе сличности у садржини овог споразума и каснијих трговинских споразума које је Византија склапала са италијанским трговачким републикама. Споразум је састављен на два језика. Потписао га је лично византијски цар Лав VI Мудри. Споразум је потписан у византијској престоници, Цариграду, који је неколико година раније издржао опсаду варјашког кнеза Олега Вештог. Споразум не садржи фразе карактеристичне за средњовековне мировне уговоре. Текст почиње набрајањем руских потписника. Њихова имена су искључиво нордијска: Карл, Ингјалд, Фарулф, Вермунд, Хролаф, Гунар, Харолд, Ками, Фритлеиф, Хроар, Ангантир, Леитхулф, Брзо и Стенвит. Од 3. до 7. члана споразум регулише кривично право и положај варјашке колоније у Цариграду. Претходним споразумом одређено је да варјашки трговци могу ући у град на посебну капију, у групама до 50 људи. Населили су се у делу града који је носио назив по мученику Маманту. Споразум садржи и услове за наслеђивање варјашких трговаца који су умрли у византијској престоници. Глан 8. посвећен је поморском праву. Следећи чланови односе се на откуп заробљеника, статус варјашких плаћеника у византијској служби и др. 